# ボール・アンド・チェイン (1968年のアルバム)
『ボール・アンド・チェイン (Ball And Chain)』 は、アメリカ合衆国のレコードレーベル、アーフーリー・レコードが1968年にリリースしたコンピレーション・アルバムで、ビッグ・ママ・ソーントン、ラリー・ウィリアムズ (Larry Williams)、ライトニン・ホプキンスの音源を集めたコンピレーション・アルバム。アルバム名は、ソーントンが1960年代はじめに書き、吹き込みを行なったものの未発表となっていた表題曲「ボール・アンド・チェイン」から採られており、これはソーントン自身の歌唱がリリースされた最初のレコードであった。1968年に出たLPには、A面にソーントンが2曲、ウィリアムズが3曲、B面にホプキンスが5曲収録されていたが、1974年の再発盤LPでは、ソーントンとホプキンスの曲がそれぞれ1曲追加された。
このアルバムに収録されたソーントンの録音は、1968年1月25日にハリウッドでセッションが行われたものである。
1989年には、同じくアーフーリー・レコードから、ビッグ・ママ・ソーントンの楽曲だけを集めた、本作とは内容の異なる同名のCDアルバム『ボール・アンド・チェイン (Ball N' Chain)』がリリースされている。

## 収録曲
1974年盤による。アスタリスク（＊）は、1968年盤に未収録。
| #   | タイトル                                               | 作詞・作曲               |
| --- | ------------------------------------------------------ | ------------------------ |
| 1.  | 「Ball And Chain（ビッグ・ママ・ソーントン）」         | ビッグ・ママ・ソーントン |
| 2.  | 「Wade In The Water（ビッグ・ママ・ソーントン）」      | トラディショナル         |
| 3.  | 「My Love（ビッグ・ママ・ソーントン）＊」              |                          |
| 4.  | 「So Much Trouble（ラリー・ウィリアムズ）」            | ラリー・ウィリアムズ     |
| 5.  | 「That's My Girl（ラリー・ウィリアムズ）」             |                          |
| 6.  | 「I Know You Hear Me Calling（ラリー・ウィリアムズ）」 |                          |
| 7.  | 「Come On Baby（ライトニン・ホプキンス）」             | ライトニン・ホプキンス   |
| 8.  | 「Money Taker（ライトニン・ホプキンス）」              | ライトニン・ホプキンス   |
| 9.  | 「Prison Blues（ライトニン・ホプキンス）＊」           |                          |
| 10. | 「Mama's Fight（ライトニン・ホプキンス）」             | ライトニン・ホプキンス   |
| 11. | 「My Woman（ライトニン・ホプキンス）」                 | ライトニン・ホプキンス   |
| 12. | 「Gabriel（ライトニン・ホプキンス）」                  | ライトニン・ホプキンス   |